# Coteaux-du-languedoc
Le coteaux-du-languedoc est un ancien vin français d'appellation d'origine contrôlée. 
Cette appellation régionale est remplacée depuis 2007 par l'appellation languedoc, qui couvre en plus les Pyrénées-Orientales, avec plusieurs dénominations géographiques.
Il était produit dans la majeure partie du vignoble du Languedoc, couvrant les départements du Gard, de l'Hérault et de l'Aude. La zone d'appellation est comprise entre les villes de Nîmes et de Narbonne et s'étend de la Camargue aux Cévennes.

## Histoire

### Préhistoire et Antiquité
Textes et fouilles archéologiques ont confirmé qu'à l'ouest du Rhône, avant que ne soit fondée la Narbonnaise une viticulture s'était développée. Les vignes y étaient alors conduites en gobelets, mode cité par Columelle, tout comme dans les Pouilles, région sous influence grecque. Pline le confirme quand il explique : « Dans quelques contrées, la vigne, peu riche en branches, et grosse parce qu'elle est courte, se soutient sans appui. Les vents s'y opposent dans quelques localités : en Afrique, par exemple, et dans quelques cantons de la Narbonnaise ». Mais la colonisation romaine y imposa rapidement la « méthode étrusque » et la vigne fut conduite et taillée de façon arbustive, en treille, en pergola et, bien sûr, en ayant des arbres comme point d'ancrage. Désormais, aux côtés des rumpotins,, il y eut aussi des vignes ne dépassant pas la hauteur d'un homme, qui, appuyées sur des échalas, formaient des treilles. Et celles qui s'obstinaient à ramper furent conduites de manière à répandre « leur feuillage touffu assez au loin pour ombrager des cours entières ».

### Moyen Âge
Lors des grandes invasions, les vignobles, furent quasiment délaissés et le vin produit à partir des treilles du jardin ou de l'enclos. Et à partir de l'an 900, le Cartulaire du chapitre cathédral de Nîmes, fait nettement la différence entre les vignes basses et les vignes hautes. Le vignoble de plaine va perdurer jusqu'au début du XIVe siècle où la nécessité d'emblaver les terres riches, propices à l'abondance, repoussa la vigne vers les coteaux plus chiches mais plus qualitatifs.  

### Renaissance
Mais dès le début du XVIe siècle, la culture de la vigne languedocienne étant devenue plus rentable que celle des céréales, les coteaux et les terrasses devinrent insuffisants. Dès 1520, les vignobles redescendirent en plaine. Thomas Platter, étudiant la médecine à Montpellier, en 1595, précise que parmi ces variétés de « vignes grimpantes », il vit à Vendargues, dans le jardin de son logeur Laurent Catalan, des raisins blancs dont « les grains étaient gros et charnus comme des prunes » et qui étaient appelés panses musquées ou vinhas augibiquieras. Ce sont ces variétés qui furent implantées à Frontignan, en 1592 d'après les mentions portées sur le registre de compoix.

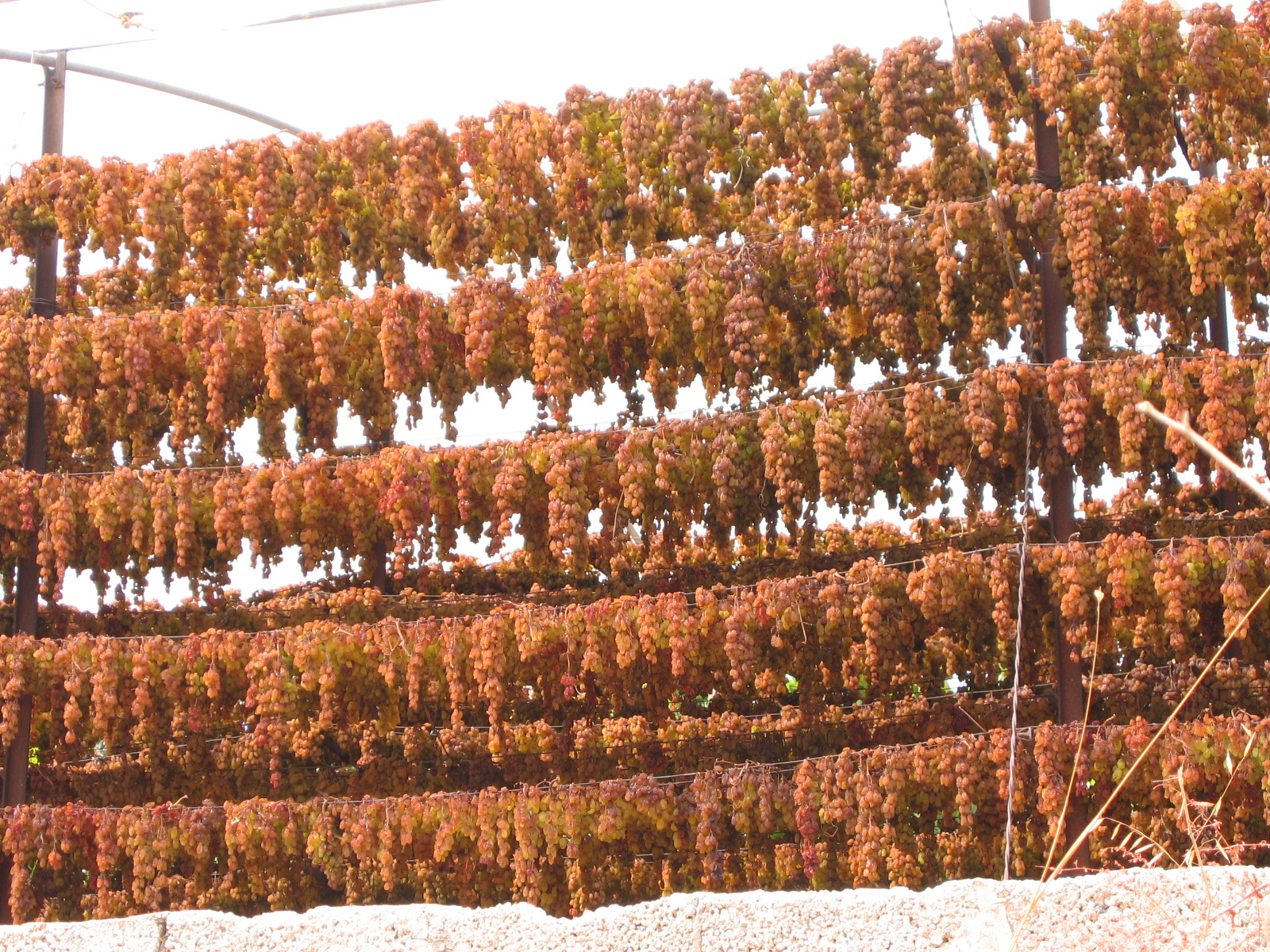
Séchage de grappes au soleil

Pour tenter de redonner quelques qualités à ces raisins issus de vignes arbustives, fut appliquée la technique de la passerille, décrite par les auteurs de l'Antiquité, où les raisins séchaient grappes suspendues au soleil. Olivier de Serres, en 1600, indique que ces raisins, des picardans et des muscats, firent l'objet d'un commerce fructueux en particulier à Gigean, Loupian, Mèze, Cournonterral et Montbazin. Ils étaient l'objet d'une préparation spéciale. Après avoir trempé dans une lessive de cendre de sarments, ils étaient enduits d'huile d'olive pour les adoucir puis « mis à sécher au soleil, pendus à des perches ». Après deux à trois jours, ils étaient alors « portés au grenier sur des claies ou tables bien propres et y séjournaient quatre à cinq jours ». Au XVIIIe siècle, Montpellier, où le Conseil de Ville n'hésitait pas à louer les murs des remparts à cet usage, était « décorée d'une manière singulière quand on y mettait à sécher le raisin que l'on avait suspendu à de grandes perches et ces espèces de tapisseries ornaient le devant des maisons ».

### Période moderne
Cette période correspond à une extension très importante du vignoble languedocien. Dès la fin du XVIIe siècle, ce fut la « ruée vers la garrigue », c'est-à-dire vers les communs et les vacants. Cette frénésie de planter prit des proportions énormes après le terrible gel de 1709. Les jardins furent même utilisés. Pierre Joseph Garidel, docteur en médecine formé à Montpellier et professeur d'anatomie à Aix-en-Provence, décrit en 1715, un cépage qu'il nomme le « muscat de panse » qu'il a trouvé tant dans le vignoble provençal ou languedocien mais aussi « dans les enclos autour des villes, dans des endroits que l'on appelle vulgairement tones ou treilles ». Le comte Alexandre-Pierre Odart, dans son Exposé des divers modes de culture de la vigne, et des différents procédés de vinification dans plusieurs des vignobles les plus renommés, décrivit à son tour ce muscat blanc conduit en taille longue qui a été identifié comme le muscat d'Alexandrie.
Pendant ce temps, en plaine, les grands domaines appartenant à la noblesse s'étaient orientés vers la viticulture extensive. Ce fut le cas à Candillargues sur les terres labourables appartenant à la famille De La Croix, à Marsillargues avec le marquis de Calvisson. Il y eut surproduction. Et tous ces petits vins issus de vignes arbustives prirent le chemin de la distillerie avec le soutien financier, en particulier, des Bonnier de la Mosson, banquiers à Montpellier. Cet état de fait, organisé ou non, pris une tout autre proportion, dès 1780, avec l'arrivée en Languedoc de l'aramon, cépage gros producteur qui mit « fin à bien des velléités de production qualitative ». À la veille de la Révolution française, environ 50 % des terres sont couvertes de vigne autour de Béziers.
En 1853, l'arrivée du chemin de fer en Languedoc permit à sa viticulture d’élargir ses débouchés, notamment le Nord et l'est de la France, régions industrielles où une part non négligeable de leur salaire des ouvriers passait dans l'achat de vin, ainsi que dans les grandes agglomérations françaises (Paris et sa banlieue, Lyon et la région de Saint-Étienne). La viticulture dut alors faire face à plusieurs crises : l'oïdium, qui apparut aux alentours de 1850, puis le phylloxéra en 1863, et à la fin du XIXe siècle, le mildiou. Alors que partout ailleurs, surtout dans le Nord-Ouest, la surface plantée en vignes fut en régression, dès que les moyens de lutter contre ces parasites furent trouvés, elle augmenta dans les départements de l'Aude, du Gard, de l'Hérault et des Pyrénées-Orientales. À eux quatre, ils purent dès lors fournir 40 % de la production française de vin.

### Période contemporaine

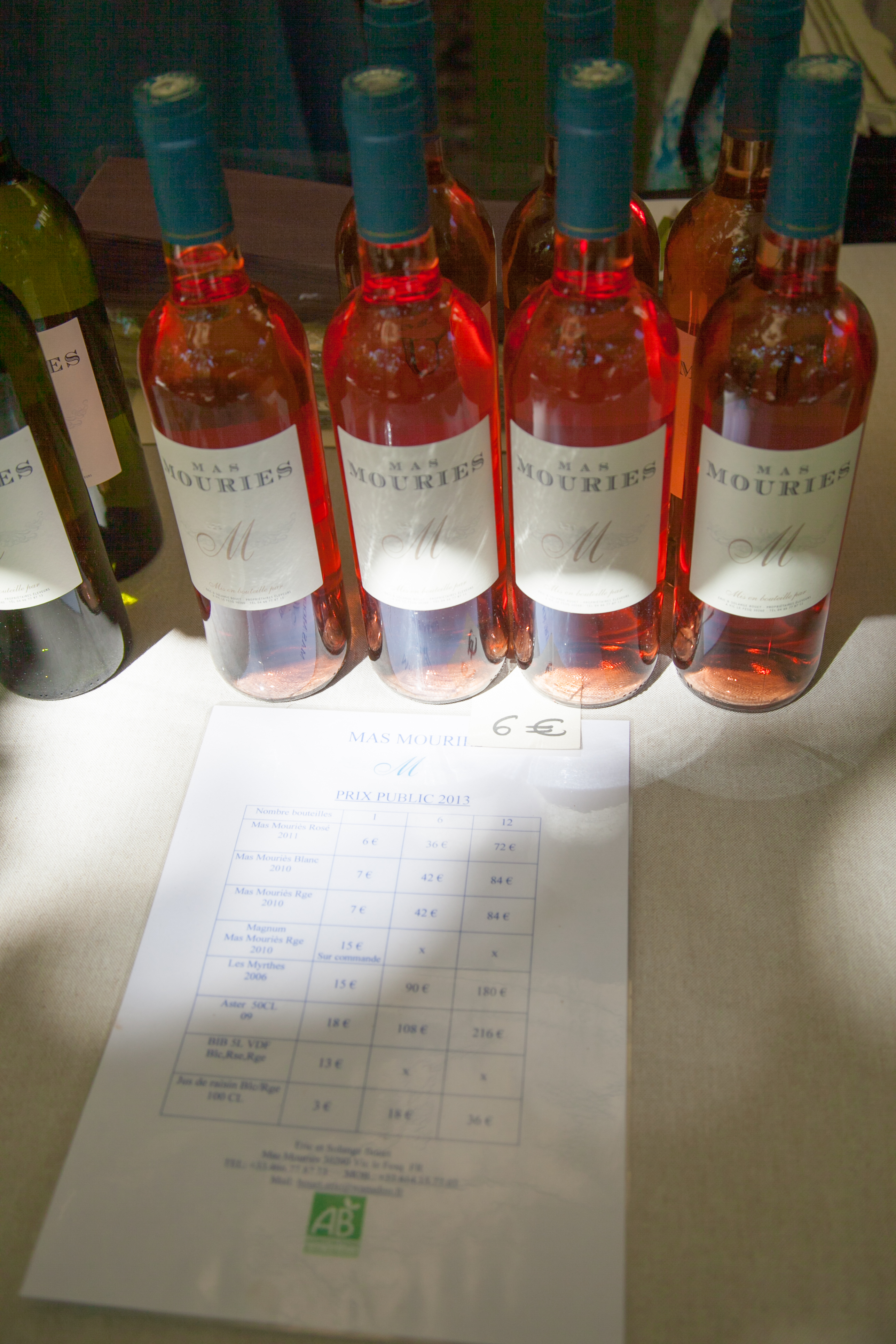
AOC coteaux-du-languedoc du Mas Mouriès à Vic-le-Fesq.

## Étymologie
Le terme « langue d’oc » apparaît chez Dante en 1304. Parallèlement, le terme latin lingua occitana, qui en dérive, apparaît au XIVe siècle dans des textes administratifs. De ce terme latin est issu le mot occitan qui s’est imposé chez les romanistes dans la seconde moitié du XXe siècle.

## Situation géographique

### Climatologie
Le climat de ce terroir viticole est typiquement méditerranéen. Il se caractérise par des hivers doux, des étés chauds et secs et des précipitations rares et concentrées notamment en automne de septembre à décembre (les précipitations annuelles sont proches de 800 mm). Au contraire, l'été est souvent très sec, voire aride dans l'arrière pays des garrigues, avec seulement quelques précipitations en août liées aux orages. Les vents dominants sont la tramontane, vent sec et froid qui chasse les nuages, et le marin, vent humide qui au contraire amène les nuages. Il peut parfois être très violent. Dans le Gard, c'est le mistral qui domine.
Le taux d'ensoleillement journalier moyen est de 7 h 22, largement supérieur à la moyenne française de 4 h 46. En outre, relativement "protégée" du Mistral et de la Tramontane par l'avancée des reliefs cévenols, Montpellier est la ville la moins ventée du golfe du Lion. De plus, la proximité de la mer favorise l'installation de la brise marine qui tempère les excès thermiques en été.
La température annuelle moyenne est de 14,2 °C, supérieure à la moyenne nationale de 12,2 °C.
Le tableau ci-dessous indique les températures et les précipitations pour l'année 2007 :
| Mois                                   | J  | F   | M  | A    | M  | J  | J  | A    | S    | O   | N  | D  | Année |
| -------------------------------------- | -- | --- | -- | ---- | -- | -- | -- | ---- | ---- | --- | -- | -- | ----- |
| Températures moyennes maximales (°C)   | 11 | 11  | 14 | 16   | 20 | 25 | 26 | 26   | 23   | 19  | 14 | 12 | 17,6  |
| Températures moyennes minimales (°C)   | 7  | 7   | 10 | 11   | 14 | 19 | 20 | 21   | 18   | 15  | 10 | 8  | 13,3  |
| Températures moyennes (°C)             | 9  | 9   | 12 | 13,5 | 17 | 22 | 23 | 23,5 | 21,5 | 17  | 12 | 10 | 15,6  |
| Précipitations (hauteur moyenne en mm) | 60 | 105 | 10 | 15   | 90 | 0  | 3  | 10   | 29   | 144 | 21 | 72 | 659   |
| Source: MSN météo                      |    |     |    |      |    |    |    |      |      |     |    |    |       |

## Vignoble

### Présentation
L'appellation regroupe les appellations :
- Clairette-du-languedoc
- Clape et Quatourze
- Faugères
- Grès-de-montpellier
- La Méjanelle
- Montpeyroux
- Pézenas et Cabrières
- Picpoul-de-pinet
- Pic-saint-loup
- Saint-chinian
- Saint-christol
- Saint-drézéry
- Saint-georges-d'orques
- Saint-saturnin
- Terrasses-du-larzac
- Terrasses-de-béziers
- Terres-de-sommières
- Vérargues

### Vinification et élevage
Comme tous les vignobles méridionaux ces appellations - sauf le picpoul-de-pinet - assemblent plusieurs cépages. Ceci est justifié par les caractéristiques climatiques régionales avec des étés très chauds, sinon torrides, et la présence de la tramontane, vent excessif, qui participent à la surmaturation des cépages. Tous les essais de vinification mono-cépage fait dans les vignobles proches produisant des vins de pays d'Oc cont démontré que ces vins ne peuvent atteindre une qualité élevée et donner la véritable expression du terroir. Par contre l'assemblage de plusieurs variétés permet d'obtenir un parfait équilibre entre acidité, alcool et tannins. 
Richesse de l'encépagement et variété de terroirs permettent à chaque domaine ou à chaque cave d'apporter leur touche personnelle dans l'élaboration de leurs vins. Vinificateur et maître de chai peuvent ainsi privilégier tel ou tel aspect de leur vin en jouant sur une gamme étendue de techniques vinicoles :
- saignée, macération à froid ou pressurage direct pour les vins rosés ;
- temps différents de cuvaison pour un vin jeune ou un vin de garde ;
- assemblage de vin de goutte avec un vin issu de la macération carbonique, introduction ou non de vin de presse dans telle ou telle cuvée ;
- assemblage, dès la vendange, de deux ou trois cépages différents pour les vinifier ensemble. Cette technique permet de tirer un maximum de potentiel aromatique de ces cépages ;
- vinification en cépages séparés et assemblage des différentes cuvées après dégustation. Cette méthode permet de mettre en valeur les caractéristiques de tel ou tel terroir ;
- sélection d'un terroir ou de vieilles vignes pour une vinification à part.

#### Vinification en rouge
La vinification en rouge consiste à faire un pressurage après que la fermentation est commencée. Pendant toute cette phase, le moût est en contact avec les matières solides de la vendange. Celles-ci sont très riches en tanins, matières colorantes, odorantes, minérales et azotées. Ces substances vont alors se dissoudre plus ou moins dans le moût et se retrouver dans le vin. 
C'est la cuvaison pendant laquelle les sucres se transforment en alcool (fermentation alcoolique) et le jus se voit enrichi par les composants du moût. Plus la macération est longue, plus la coloration du vin sera intense. Se dissolvent également les tanins, leur taux sera aussi fonction du temps de la cuvaison. Plus elle sera longue, plus les vins seront aptes à vieillir. Durant cette phase, se produit une forte élévation de la température. Celle-ci est de plus en plus contrôlée par la technique de maîtrise des températures.

#### Vinification en blanc
Dans la vinification en blanc la fermentation se déroule en dehors de tout contact avec les parties solides de la vendange (pépins, peaux du raisin, rafles). Ce qui explique que l'on peut faire indifféremment du blanc à partir de cépages blancs et rouges. Le but de cette vinification est de faire ressortir le maximum des arômes contenus d'abord dans le raisin, ensuite en cours de fermentation, enfin lors du vieillissement. 
L'extraction du jus et sa séparation des parties solides peuvent être précédés par un éraflage, un foulage et un égouttage, pour passer ensuite au pressurage. Mais ces phases sont évités par nombre de vinificateurs pour éviter l'augmentation des bourbes. Le choix se porte sur une extraction progressive du jus puis un débourbage qui permet d'éliminer toute particule en suspension. Là aussi, encore plus que pour une vinification en rouge, s'impose la maîtrise des températures lors de la fermentation alcoolique. Elle se déroule entre 18 et 20 °C et dure entre 8 et 30 jours selon le type de vin désiré.

#### Vinification en rosé
La vinification en rosé se produit par macération, limitée dans le temps, de cépages à pellicule noire avec possible ajout de cépages blancs. Le vin rosé n'a pas de définition légale. Mais ses techniques de vinification sont très strictes et n'autorisent en rien en Europe le mélange de vin rouge et blanc. La première se fait par saignée. C'est le jus qui s'égoutte sous le poids de la vendange - entre 20 et 25 % - et qui va macérer durant 3 à 24 heures. La seconde est le pressurage. Une vendange bien mûre pourra colorer le jus et sa vinification se fait en blanc. La troisième méthode implique une courte macération à froid. Puis sont assemblés jus de goutte (première méthode) et jus de presse (seconde méthode). Obtenu par ses trois types de vinification, où la maîtrise des températures est une nécessité, un vin rosé a une robe qui s'apparente à celle d'un vin rouge très clair, plus le fruit et la fraîcheur des vins blancs.

### Type de vins et gastronomie

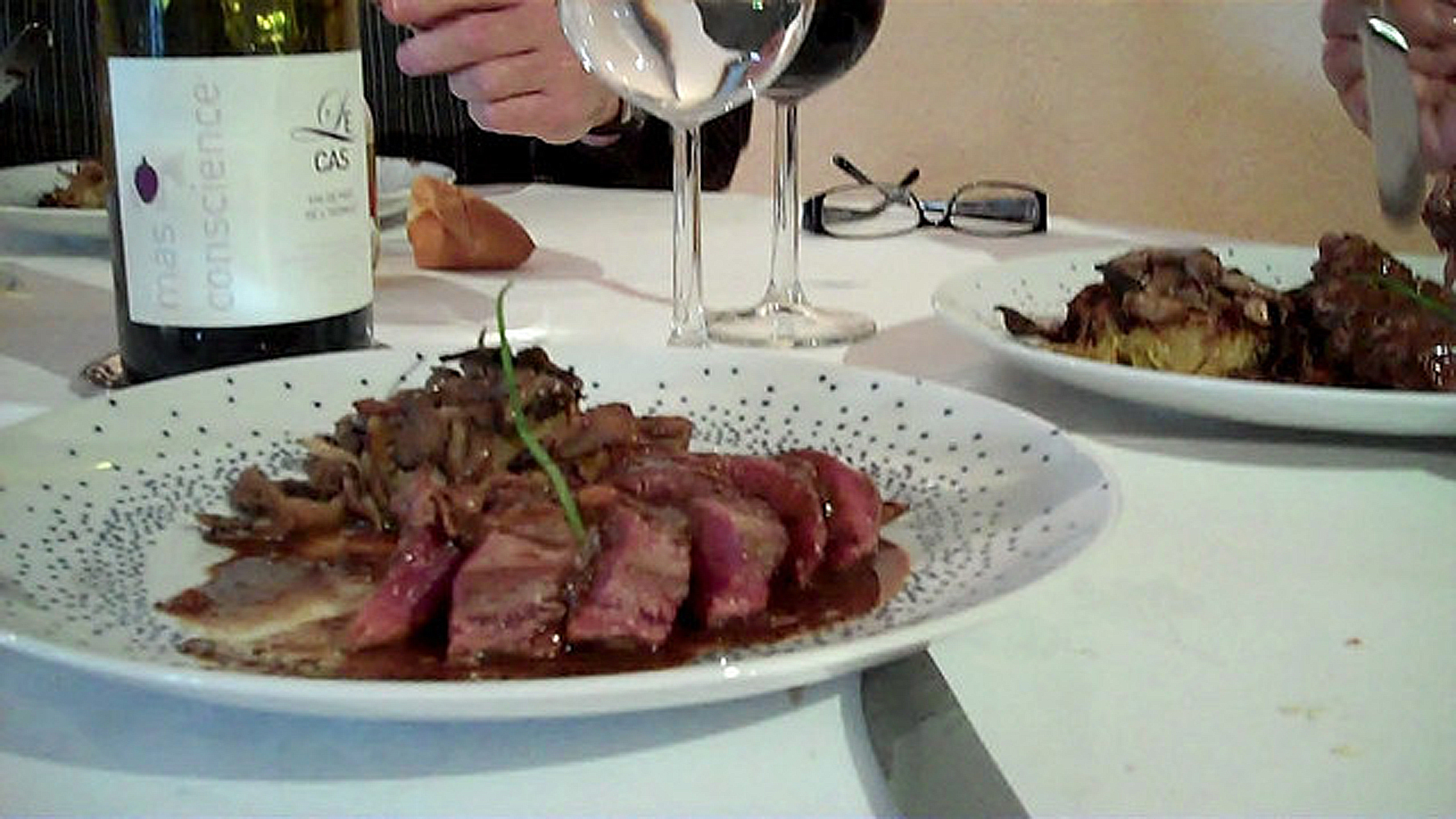
Canard au sang accompagné d'un vin rouge des Terrasses du Larzac

### Commercialisation
Production et rendement
| Coteaux-du-languedoc       | Vignoble | Blanc      | Rosé       | Rouge      | Total      | Rendement |
| AOC - rouge - rosé - blanc | hectare  | hectolitre | hectolitre | hectolitre | hectolitre | hl / ha   |
| Clairette-du-languedoc     | 60       | 3 6000     | ---        | ---        | 3 600      | ---       |
| Clape et Quatourze         | ---      | ---        | ---        | ---        | ---        | ---       |
| Faugères                   | 1 904    | 802        | 72 311     | ---        | 73 113     | ---       |
| Grès-de-montpellier        | ---      | ---        | ---        | ---        | ---        | ---       |
| La Méjanelle               | ---      | ---        | ---        | ---        | ---        | ---       |
| Montpeyroux                | ---      | ---        | ---        | ---        | ---        | ---       |
| Pézenas et Cabrières       | ---      | ---        | ---        | ---        | ---        | ---       |
| Picpoul-de-pinet           | ---      | ---        | ---        | ---        | ---        | ---       |
| Pic-saint-loup             | ---      | ---        | ---        | ---        | ---        | ---       |
| Saint-chinian              | 3 129    | 1 365      | 124129     | ---        | 125 494    | ---       |
| Saint-christol             | ---      | ---        | ---        | ---        | ---        | ---       |
| Saint-drézéry              | ---      | ---        | ---        | ---        | ---        | ---       |
| Saint-georges-d'orques     | ---      | ---        | ---        | ---        | ---        | ---       |
| Saint-saturnin             | ---      | ---        | ---        | ---        | ---        | ---       |
| Terrasses-de-béziers       | ---      | ---        | ---        | ---        | ---        | ---       |
| Terrasses-du-larzac        | ---      | ---        | ---        | ---        | ---        | ---       |
| Terres-de-sommières        | ---      | ---        | ---        | ---        | ---        | ---       |
| Vérargues                  | ---      | ---        | ---        | ---        | ---        | ---       |